# 老人學
老人學（英語：gerontology，也译作老年学）是指研究人類老化的生理層面、心理層面和社會層面等等。该领域与老年医学不同，老年医学是一门专门治疗老年人现有疾病的医学分支。老年学家包括生物学、护理学、医学、犯罪学、牙科学、社会工作、物理和职业治疗、心理学、精神病学、社会学、经济学、政治学、建筑学、地理学、药学、公共卫生、住房和人类学等领域的研究人员和从业者。

## 老化的定義
老化泛指有機體一生中的所有變化。按其年齡，老人可以分為以下三類：
- 青老人（young-old）：65~74歲
- 中老人（old-old）：75~84歲
- 最老的人（oldest-old）：85歲以上

## 生理層面
老化不等於疾病，而是由基因、飲食、運動和環境所共同決定的。

### 生理老化理論
1. 用久必損理論
2. 自體免疫理論
3. 交互連結理論
4. 自由基理論
5. 細胞老化理論

## 心理層面

### 人格階段理論
1. 心理社會模式
2. 精神分析觀點
3. 成人人格辨識模式

## 社會層面
家庭、朋友和鄰居提供重要的社會支持。

### 人與環境理論
1. 場地理論
2. 人格理論
3. 人與環境一致模式

## 微笑道別的藝術
老年人比年輕人更常思考和討論死亡，較不害怕面對死亡。

## 细分领域
与许多学科一样，随着20世纪和21世纪的发展，老年学领域也分化出了多个专门的学科，专注于研究老化过程中越来越细化的各个方面。

### 生物老年学
生物老年学是老年学的一个特殊分支，关注生物老化过程、其进化起源以及干预老化过程的可能手段。生物老年学的目标是通过干预老化过程来预防与衰老相关的疾病，甚至消除衰老本身。有些人认为衰老符合疾病的标准，因此衰老是一种疾病，应该被治疗。奥布里·德格雷在2008年说，如果有适当的资金和专家的参与，有50%的可能性，在25-30年内，人类将拥有让人们不死于老年的技术，无论他们那时的年龄是多少。他的想法是用现代技术修复细胞内外的所有可以修复的损伤，让人们活到技术进步能够治愈更深层次损伤的时候。这个概念被称为“长寿逃逸速度”。
36项研究的荟萃分析得出结论，人类的年龄和DNA损伤之间存在关联，这一发现与DNA损伤老化理论是一致的。

### 社会老年学
社会老年学是一门多学科的分支，专门研究或服务于老年人群。社会老年学者可能拥有社会工作、护理、心理学、社会学、人口学、公共卫生或其他社会科学学科的学位或培训。社会老年学者负责教育、研究和推动老年人的更广泛的利益。
由于寿命和延寿的问题需要用数字来量化，所以它与人口学有重叠。研究人类寿命的人口学者与研究老龄化的社会人口学者有所不同。

#### 关于衰老的社会理论
有多种理论用来观察社会中老年人的衰老过程，以及这些过程如何被不同性别的人所理解。

##### 活动理论
活动理论（Activity theory）由 Cavan, Havighurst 和 Albrecht 提出并发展。1根据这一理论，老年人的自我概念取决于社会互动。为了让老年人保持高昂的士气，必须为失去的角色找到替代。失去的角色的例子包括退休或丧偶。
活动优于不活动，因为它有利于多方面的幸福。由于老年人口的整体健康和富裕程度的提高，现在比 Havighurst 六十年前首次提出这一理论时更容易保持活跃。活动理论适用于稳定的后工业社会，它为老年人提供了许多有意义的参与机会。缺点：有些老年人由于功能障碍、收入不足或缺乏动力而无法维持中年的生活方式。许多老年人缺乏维持社会活跃角色的资源。另一方面，有些老人可能坚持在晚年继续进行一些对自己和他人有危险的活动，比如在夜间视力不佳的情况下开车，或者在膝关节严重关节炎的情况下爬上屋顶做维修工作。这样做，他们是在否认自己的局限性，从事不安全的行为。

##### 退缩理论
退缩理论（Disengagement theory）是由 Cumming 和 Henry 提出的。根据这一理论，老年人和社会之间进行了一种相互分离。一个相互分离的例子是从职场退休。这一理论的一个关键假设是，老年人失去了“自我能量”，变得越来越自我中心。此外，退缩有助于维持比老年人试图保持社会参与更高的士气。这一理论受到了严厉的批评，因为它有一个逃避条款——即，那些仍然参与社会的老年人是对老年生活调整不成功的人。

##### 年龄分层理论
根据这一理论（Age stratification theory），出生于不同时期的老年人形成了定义“年龄层”的队列。年龄层之间有两个差异：年龄和历史经验。这一理论提出了两个观点。1. 年龄是调节行为的一种机制，因此决定了对权力地位的获取。2. 出生队列在社会变革过程中起着重要的作用。

##### 生命历程理论
根据这一理论（Life course theory），从生命历程的角度来看，衰老是从出生到死亡的过程。衰老涉及社会、心理和生物等多方面的过程。此外，衰老的经历也受到同代和时期效应的影响。
同时，从生命历程的视角来看，当基于年龄的规范消失时——这是生命历程去制度化的后果——对社会运行的影响是什么，这些影响又对后工业社会中衰老和生命历程的理论构建提出了新的挑战。过去几十年来，死亡率、发病率和生育率的大幅下降，使得生命历程的组织和教育、工作、家庭和休闲等方面的经历发生了巨大变化，使得个体有可能以新的方式变老。其他生命阶段的配置和内容也在发生变化，尤其是对于女性。因此，衰老的理论需要重新构思。

##### 累积优势/劣势理论
这一理论（Cumulative advantage/disadvantage theory）是由德里克·普赖斯和罗伯特·莫顿在20世纪60年代提出，并由戴尔·丹尼弗等多位研究者进一步阐述的。该理论认为，不平等现象在老龄化过程中有变得更加明显的倾向。这一理论的一个典型表述是“富者愈富，贫者愈贫”。早期生活阶段的优势和劣势对整个寿命有着深远的影响。然而，中年阶段的优势和劣势对晚年的经济和健康状况有着直接的影响。

### 环境老年学
环境老年学（Environmental gerontology）是老年学的一个专业领域，它旨在探求理解和干预，以优化老年人与其物理和社会环境之间的关系。

### 法理老年学
法理老年学（Jurisprudential gerontology）（有时也称为“老年法学”（geriatric jurisprudence））是老年学的一个专业领域，它探讨了法律和法律结构与老龄化经验的相互作用。这个领域起源于老年法领域的法律学者，他们发现，如果不从更广泛的跨学科角度来审视老年人的法律问题，就无法得到理想的法律结果。法理老年学者运用诸如治疗性司法学等理论，对现有的法律制度（例如成年人监护、临终关怀或养老院规定）进行了批判性的审查，并指出法律应该更加关注其实际运作的社会和心理方面。法理老年学的其他分支也鼓励医生和律师尝试改善他们的合作，并更好地理解法律和监管机构如何影响老年人的健康和福祉。